# Centre d'Essais des Landes
O Centre d'Essais des Landes, conhecido por CEL, é uma base francesa de lançamento de foguetões para teste de mísseis balísticos de curto e médio alcance (de 300 km a mais de 3000 km) e para o lançamento de foguetes para sondagem atmosférica. Situa-se entre Biscarrosse e a costa atlântica francesa, a sudoeste de Bordéus, nas coordenadas 44° 27′ N, 1° 15′ O.

## História e objectivos
O Centre d'Essais des Landes foi inaugurado a 4 de Julho de 1967 para substituir as instalações de lançamento de Hammaguir que nesse ano foram abandonadas devido à independência da Argélia, em cujo território se situavam.
A zona de lançamento mais importante do Centre d'Essais des Landes é a "Base de Lancement Balistique" sita nas coordenadas 44° 27′ N, 1° 15′ O, a partir da qual quase todos os mísseis de médio alcance são lançados.
O CEL tinha uma estação de telemetria anexa, destinada a seguir os lançamentos de longo alcance, na ilha das Flores (Açores), a qual era em geral denominada a Base Francesa das Flores. A estação encerrou em 1993 quando a entrada em serviço do navio Monge, levou à obsolescência os seus equipamentos e funções.